# KIDS
KIDS는 국내 최초의 인터넷 기반 전자 게시판(Bulletin Board System; BBS)으로 당시 한국통신 연구원이었던 조산구가 1991년 4월에 처음 만들었다. KIDS의 전자 게시판은 원래 PC통신을 기반으로 운용되게끔 만들어진 시스템이었는데, 이 소스를 변경해 인터넷 사용자들이 사용할 수 있게 만든 것이었다. 최초 사용자들은 하나망에 가입되어 있었던 대학의 학생들이었다. KAIST, KIT(한국과학기술대학으로 현재는 KAIST에 포함됨), 포항공과대학교의 경우, 강의실 뿐 아니라 기숙사까지 컴퓨터 터미널이 있었기 때문에 이들 학교의 학생들의 사용이 두드러졌고, 인터넷을 기반으로 했기 때문에 일부 해외 유학생들도 사용했다. 유닉스 시스템을 기반으로 구축되었기 때문에 초기에는 영문으로만 사용할 수 있었으나 송재경을 중심으로 한글 터미널 에뮬레이터 한텀을 개발해 배포하면서 사용자들은 한글 환경에서 KIDS 활동을 할 수 있었다.

## 참고 자료
- “인터넷 기네스 (1) 한국 최초 인터넷 BBS: [Kids,” 경향신문, 1995년 11월 2일.]

- 한국 인터넷의 역사 - 되돌아보는 20세기 : 4장. 인터넷의 대중화